# 高円宮杯 JFA U-18サッカープリンスリーグ東北
高円宮杯 JFA U-18サッカープリンスリーグ東北（たかまどのみやはい ジェイエフエイ アンダーエイティーン サッカープリンスリーグとうほく）は、全国に9つある高円宮杯 JFA U-18サッカープリンスリーグの一つである。東北地方6県（青森県、岩手県、宮城県、秋田県、山形県、福島県）の2種（高校生年代）チームが参加するサッカーのリーグ戦である。

## レギュレーション

### 2003年 - 2010年
- 2003年は8チームによる二回戦総当たり。
- 2004年は12チームを2リーグに編成し6チームによる二回戦総当たりの後、各リーグ上位2チームずつ4チームによる順位決定戦。
- 2005年には90分終了で同点の時にPK戦を行い、90分勝ち=4、PK勝ち=2、PK負け=1、90分負け=0の勝ち点が与えられた。2006年はPK戦は、リーグ戦の最終順位を確定するためだけに行われ、勝ち点は通常と同じ方式になっていた。
- 2007年からは、12チーム二回戦総当りにて行われ、上位6チーム残留下位6チーム県リーグとの入替戦を戦うことになっていた。（但し、2008年は、2部制移行の為6位までが1部、7位8位が2部へカテゴリー変更）
- 2009年は、1部6チーム2部8チームにて実施し、1部4位までが1部残留1部5位が2部2位との入替戦、1部6位が2部へ自動降格。2部優勝チームが1部自動昇格、2部2位が1部5位との入替戦、2部3･4位が2部残留、5位以下が県リーグとの入替となっていた。
- 2010年は、1部は6チームによる二回戦総当たりによって行われ、優勝チームが高円宮杯出場。優勝・準優勝チームが全国リーグ昇格。その他の4チームが1部残留となる。2部は10チームによる一回戦総当りによって行われ、優勝チームから4位までが来シーズン東北1部へ昇格。5位・6位が東北2部残留。7位以下が各県リーグへ降格となる。（その為、2011年東北プリンスリーグは、1部8チーム2部8チームとなる）

### 2011年 -
- 2011年は、1部2部ともに8チームによる1回総当たり（当初は2回総当たりの予定であったものの、東日本大震災の影響により削減された）で実施され、1部・2部のそれぞれ下位3チームずつが降格、2部の上位3チームが1部へ昇格となる。また県リーグ優勝の6チームは2チームずつに分かれての参入戦を行い、勝利した3チームが2部へ昇格する。（なお最終的に、同年の尚志高校のプレミアリーグからプリンスリーグへの降格に伴い、1部5位は2部へ降格、2部5位は県リーグへ降格となった。）
- 2012年は、1部2部ともに8チームによる2回総当たり。また2013年より10チームによる1部制へ移行する[1]ことから、2部リーグの1位 - 2位は自動昇格[1]、1部リーグの7位 - 8位・2部リーグの3位 - 5位ならびに各県リーグの優勝チーム、合計11チームで参入戦（2チーム参入、ただしプレミアリーグとプリンスリーグ東北との昇降格結果により変動あり）を実施する[2]。

## 参加チーム（2025年度）
| チーム                 | 県     | 2024年度成績           |
| ---------------------- | ------ | ---------------------- |
| 尚志高校               | 福島県 | プレミア11位(自動降格) |
| 青森山田高校セカンド   | 青森県 | 優勝                   |
| ベガルタ仙台ユース     | 宮城県 | 2位                    |
| 聖和学園高校           | 宮城県 | 3位                    |
| 専修大北上高校         | 岩手県 | 5位                    |
| モンテディオ山形ユース | 山形県 | 6位                    |
| ブラウブリッツ秋田U-18 | 秋田県 | 7位                    |
| 仙台育英高校           | 宮城県 | 8位                    |
| 遠野高校               | 岩手県 | 岩手県1位              |
| 学法石川高校           | 福島県 | 福島県1位              |

## 歴代成績

### 2003年 - 2010年
| 大会結果 | 大会結果     | 大会結果 |
| 年度     | 優勝         | 優勝回数 |
| -------- | ------------ | -------- |
| 2003年   | 青森山田高校 | 初優勝   |
| 2004年   | 青森山田高校 | 2回目    |
| 2005年   | 青森山田高校 | 3回目    |
| 2006年   | 青森山田高校 | 4回目    |
| 2007年   | 青森山田高校 | 5回目    |
| 2008年   | 青森山田高校 | 6回目    |
| 2009年   | 青森山田高校 | 7回目    |
| 2010年   | 青森山田高校 | 8回目    |

### 2011年 -
| 大会結果 | 大会結果          | 大会結果 |
| 年度     | 優勝              | 優勝回数 |
| -------- | ----------------- | -------- |
| 2011年   | 聖和学園高校      | 初優勝   |
| 2012年   | JFAアカデミー福島 | 初優勝   |
| 2013年   | ベガルタ仙台      | 初優勝   |
| 2014年   | ベガルタ仙台      | 2回目    |
| 2015年   | 尚志高校          | 初優勝   |
| 2016年   | ベガルタ仙台      | 3回目    |
| 2017年   | 青森山田高校2nd   | 初優勝   |
| 2018年   | 尚志高校          | 2回目    |
| 2019年   | 青森山田高校2nd   | 2回目    |
| 2020年   | 青森山田高校      | 9回目※   |
| 2021年   | 尚志高校          | 2回目    |
| 2022年   | 青森山田高校2nd   | 3回目    |
| 2023年   | 青森山田高校2nd   | 4回目    |
| 2024年   | 青森山田高校2nd   | 5回目    |

- 太文字はプレミアリーグに昇格。
- ※2020年は新型コロナウイルス感染拡大の影響を受け、プレミアリーグが中止され、代わってプレミアリーグ・プリンスリーグに参加予定であったチームが参加する「スーパープリンスリーグ」が実施された。このため本来プレミアリーグに参加予定であった青森山田高校も参加していた。